# Carl Ahlborn
Carl Henrik Fredrik Martin  Ahlborn, född 13 november 1819 i Braunschweig, Tyskland, död 31 mars 1895 i Kungsholms församling, Stockholm, var en i Sverige verksam ornamentsbildhuggare. 

## Biografi
Carl Ahlborn var 1846–1870 lärare i ornamentsritning och modellering vid den av Svenska slöjdföreningen inrättade söndags- och aftonskolan, sedermera Slöjdskolan. Han var ofta anlitad som slöjdinstruktör av hushållningssällskapen, och spred ritningar och kunskap om moderna verktyg samt ivrade för slöjdskolor och slöjd i folkskolan. Han var från 1854 gift med konstnären Lea Ahlborn. De hade sonen Carl Gustaf Ahlborn.

## Offentliga verk i urval
- Ornamentik och stuckdetaljer på Stora Teatern, Göteborg

## Studenter i urval
- Henrik Nerpin